# Liste des formations géologiques de Phobos
Voici une liste des formations géologiques de Phobos, l'une des deux lunes de Mars.
La lune a plusieurs cratères et une élévation (dorsum).

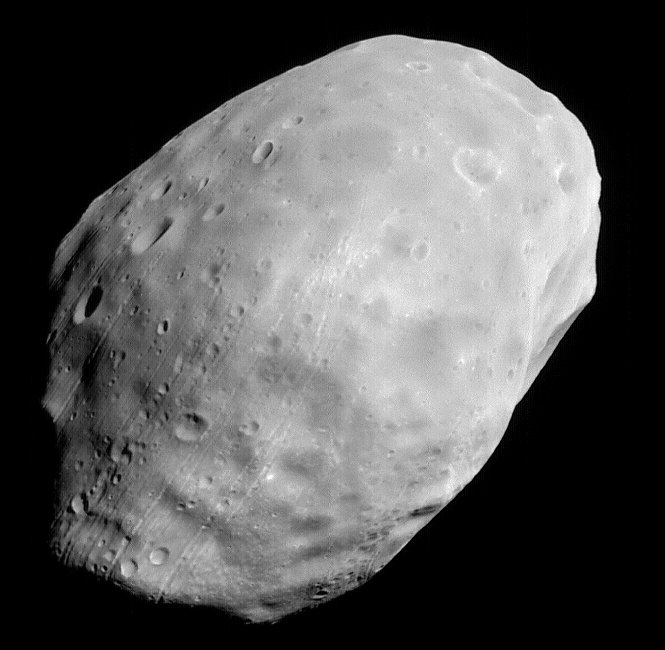
Image prise par Mars Global Surveyor en juin 2003.

## Cratères
Phobos fut sans doute victime de bombardements de météores ce qui explique ses cratères qui peuvent faire de 10 mètres à 1 200 mètres .
Les cratères de Phobos font référence à des astronomes célèbres, à leurs proches ou à des personnages de Gulliver :
| Cratères  | Nommé d'après :                                                                |
| --------- | ------------------------------------------------------------------------------ |
| Clustril  | Personnage du roman de Jonathan Swift, les "Voyages de Gulliver"               |
| D'Arrest  | Heinrich Louis d'Arrest, astronome prussien (1822-1875).                       |
| Drunlo    | Personnage du roman de Jonathan Swift, les "Voyages de Gulliver"               |
| Flimnap   | Personnage du roman de Jonathan Swift, les "Voyages de Gulliver"               |
| Grildrig  | Nom donné à Gulliver par la fille d'un fermier                                 |
| Gulliver  | Lemuel Gulliver, sergent, capitaine et voyageur dans les "Voyages de Gulliver" |
| Hall      | Asaph Hall, astronome américain ayant découvert Phobos et Déimos (1829-1907).  |
| Limtoc    | Personnage du roman de Jonathan Swift, les "Voyages de Gulliver"               |
| Reldresal | Personnage du roman de Jonathan Swift, les "Voyages de Gulliver"               |
| Roche     | Édouard Roche, astronome français (1820-1883).                                 |
| Sharpless | Bevan P. Sharpless, astronome américain (1904-1950).                           |
| Skyresh   | Personnage du roman de Jonathan Swift, les "Voyages de Gulliver"               |
| Stickney  | Angeline Stickney, femme de Asaph Hall (1830-1892).                            |
| Todd      | David Peck Todd, astronome américain (1855-1939).                              |
| Wendell   | Oliver C. Wendell, astronome américain (1845-1912).                            |

## Élévation
Phobos n'en possède qu'une :
| Kepler Dorsum | Johannes Kepler, astronome allemand (1571-1630). |

## Sources

## Compléments